# 石野貴之
石野 貴之（いしの たかゆき、1982年6月3日 - ）は、大阪府東大阪市出身の競艇選手。登録番号は4168。父は元競艇選手の石野美好（登録番号2507）、師匠は原田智和（登録番号3607）、弟子に大原由子（登録番号4412、2014年9月8日引退）・浜本裕己（登録番号4834）がいる。

## 来歴
- 近畿大学附属高等学校卒業。高校時代は野球部の主将を務めた（ポジションは三塁手）[1]。
- やまと競艇学校をリーグ戦勝率6.63（90期リーグ勝率第2位）の成績で卒業。[2]
- 2002年5月10日、地元住之江競艇場で開催された「第39回スポニチ杯争奪なにわ賞」3R（4着）でデビュー。[3]
- 2002年6月19日、住之江競艇場で開催された「第38回報知新聞社賞ダイナミック敢闘旗」5日目第1レースで初勝利（24走目）。[4]
- 2003年10月16日、宮島競艇場で開催された「新鋭リーグ第19戦」で初優勝。[5]
- 2005年5月25日、常滑競艇場で開催された「SG第32回笹川賞競走」においてSG初出場。
- 2007年1月28日、大村競艇場で開催された「GI第21回共同通信社杯新鋭王座決定戦競走」でGI初優勝。[6]
- 2010年7月19日、丸亀競艇場で開催された「SG第15回海の日記念・オーシャンカップ競走（ナイター開催）」でSG初優勝。[7]
- 2011年2月12日、住之江競艇場で開催された「GI太閤賞競走 開設54周年記念」で優勝。過去に父の美好も、22周年記念の同競走を優勝しており、同一大会父子制覇となった。
- 2015年7月20日、三国競艇場で開催された「SG第20回オーシャンカップ競走」でSG2回目の優勝。
- 2016年1月24日、唐津競艇場で開催された「GI第62回開設62周年記念 全日本王座決定戦」でGI5回目の優勝。
- 2016年7月18日、鳴門競艇場で開催された「SG第21回オーシャンカップ競走」でSG3回目の優勝。同大会史上初の連覇を成し遂げるとともに、24年ぶり2人目の「SG初優勝から3冠目まで同一SG」となった（前回は1979・1980・1992笹川賞覇者の中道善博。中道のSG4冠目は1992年グランドチャンピオン決定戦競走であった）
- 2016年11月27日、大村競艇場で開催された「SG第19回競艇王チャレンジカップ競走」でSG4回目の優勝。
- 2017年5月28日、福岡競艇場で開催された「SG第44回笹川賞競走」でSG5回目の優勝（前述の競艇王チャレンジカップから今大会まではおよそ11年ぶりとなるSG4連続優出を成し遂げた）。
- 同年6月、鳴門競艇場で開催された「SG第27回グランドチャンピオン決定戦競走」でもオール2連対の抜群の安定感で優出。SG5連続優出は倉田栄一・植木通彦に続く歴代3人目。25日、優勝戦においてイン逃げを決め、SG連覇・鳴門SG連覇となる通算6回目のSG優勝を成し遂げた。
- 2019年11月24日、桐生競艇場で開催された「SG第22回競艇王チャレンジカップ競走」で7回目のSG優勝。そして12月22日、住之江競艇場において開催された「SG第34回賞金王決定戦競走」でSG8回目の優勝・念願の賞金王決定戦初優勝を果たす。また、2019年の年間賞金王（2億2564万2666円）にも輝いている。
- 2020年9月18日、下関競艇場で開催された「オラレ下関オープン6周年記念 山口ヤクルト杯」で優勝し、全24場制覇を達成。38歳3か月15日、デビュー18年5か月21日での達成は最年少かつ最速記録[8]。
- 2022年6月10日、住之江競艇場で開催された「GI太閤賞競走」で優勝し、史上10人目のゴールデンレーサー賞受賞者となる[9]。
- 2023年12月24日、住之江競艇場で開催された、「第38回グランプリ」で優勝し、自身2度目のグランプリ制覇を果たす。

## 獲得タイトル

### SG
- 2010年07月19日 第15回オーシャンカップ（丸亀競艇場）
- 2015年07月20日 第20回オーシャンカップ（三国競艇場）
- 2016年07月18日 第21回オーシャンカップ（鳴門競艇場）
- 2016年011月27日 第19回競艇王チャレンジカップ（大村競艇場）
- 2017年05月28日 第44回笹川賞（福岡競艇場）
- 2017年06月25日 第27回グランドチャンピオン決定戦（鳴門競艇場）
- 2019年011月24日 第22回競艇王チャレンジカップ（桐生競艇場）
- 2019年012月22日 第34回賞金王決定戦（住之江競艇場）
- 2021年03月28日 第56回総理大臣杯（福岡競艇場）
- 2023年05月28日 第50回笹川賞（芦屋競艇場）
- 2023年012月24日 第38回賞金王決定戦（住之江競艇場）

### G1
- 2007年01月28日 第21回新鋭王座決定戦（大村競艇場）
- 2010年12月13日 第54回近畿地区選手権（びわこ競艇場）
- 2011年02月12日 住之江54周年・太閤賞（住之江競艇場）
- 2015年02月24日 芦屋62周年・全日本王座決定戦（芦屋競艇場）
- 2016年01月24日 唐津62周年・全日本王者決定戦（唐津競艇場）
- 2017年011月9日 ダイヤモンドカップ（蒲郡競艇場）
- 2019年09月10日 第47回高松宮記念特別競走（住之江競艇場）
- 2020年01月22日 ダイヤモンドカップ（若松競艇場）
- 2022年06月10日 住之江65周年・太閤賞（住之江競艇場）

### G2
- 2012年03月29日 シャボン玉石けん杯MB大賞（若松競艇場）
- 2014年12月11日 第58回秩父宮妃記念杯（びわこ競艇場）